# Chiesa di Santa Maria della Misericordia (Galatina)
La chiesa di Santa Maria della Misericordia è una chiesa del centro storico di Galatina, in provincia di Lecce. Costituisce un'importante testimonianza sia dell'architettura rinascimentale salentina sia della vita religiosa in Terra d'Otranto.
Costruita a partire dal 1579 e attribuita all'architetto neretino Giovanni Maria Tarantino, l'edificio fu sede della confraternita della Misericordia o dei Battenti, per via della rigida regola che obbligava i confratelli a sottoporsi a sanguinose flagellazioni e ad indossare il cilicio. Ad essa erano consociati i pellettieri e i conciatori.

## Architettura

### Esterno
La sobria facciata con profilo cuspidato, presenta un unico portale centrale, riccamente decorato. L'ingresso è inquadrato da due semicolonne scanalate e fregiate, impostate su basamenti aggettanti decorati con cavalli alati, draghi e motivi vegetali, e da un architrave arricchito da avvolgenti racemi che si dipartono simmetricamente da una sirena a doppia coda. Asseconda l'andamento spezzato dell'architrave correndo sopra i capitelli ornati con foglie di acanto e mascheroni, l'iscrizione recante una parafrasi di un versetto biblico tratto dal Libro dei Proverbi e la data di fondazione. 
Di grande interesse è la lunetta dal profilo semicircolare, impostata sull'architrave, con testine alate che circondano la scultura della Madonna della Misericordia in atto di stendere i lembi del suo manto per proteggere i confratelli inginocchiati ai suoi piedi, mentre alle sue spalle due angeli reggicortina distendono il drappo e un angelo inginocchiato sulla destra regge un cartiglio.

Completano il prospetto due cornici ai lati del portale e tre finestre rettangolari poste in alto.

### Interno
L'edificio ha un impianto longitudinale a navata unica terminante, oltre l'arco trionfale, nell'unica abside poligonale con volta a spicchi. 
Definiscono l'arredo della chiesa la macchina lignea dell'altare maggiore con la statua della Vergine e con un ciclo di tele raffiguranti episodi della vita di Maria; gli altari laterali rispettivamente a sinistra e a destra dell'arco trionfale, dedicati alla Crocifissione, con una tela donata dai confratelli nel 1633, e alla Santissima Trinità, con un dipinto recante la singolare iconografia trinitaria in cui Dio Padre sorregge il Figlio crocifisso; il grande dipinto del soffitto raffigurante la Vergine Assunta in Cielo, realizzato dal latianese Agesilao Flora nel 1897; le tele della navata raffiguranti soggetti cristologici databili tra il XVII e il XVIII secolo; la cantoria lignea e l'organo in controfacciata.